# 酢酸レチノール
酢酸レチノール(Retinyl acetate, retinol acetate, vitamin A acetate)はレチノールの酢酸エステルで、ビタミンAの天然の形態のひとつ。抗腫瘍作用と化学予防作用を持つ可能性がある。
アメリカ合衆国では、酢酸レチノールはビタミンA強化食品のために用いられる量では、概して安全のGRASに分類されている。
乾燥による小じわ対策として、化粧品に使用される。

## 催奇形性
妊娠中の女性のサプリメントでの摂取について、世界保健機関の勧告では、健康上の利益が期待できるなら前形態のビタミンAで 10,000IU (3000mcg RE) を越えなければリスクはほとんどないとされる。前形態のビタミンAとはパルミチン酸レチノールや酢酸レチノールを指す。 （発展途上国でビタミンA欠乏症のリスクは高い）